# Natalja Sergejewna Ischtschenko
Natalja Sergejewna Ischtschenko (russisch Наталья Серге́евна Ищенко; engl. Transkription: Natalia Sergeyevna Ishchenko; * 8. April 1986 in Smolensk, Russische SFSR, UdSSR) ist eine ehemalige russische Synchronschwimmerin. Sie ist 19-fache Weltmeisterin, 12-fache Europameisterin, sowie fünffache Olympiasiegerin. Im April 2017 erklärte sie ihren Rücktritt vom aktiven Sport.

## Sportliche Laufbahn

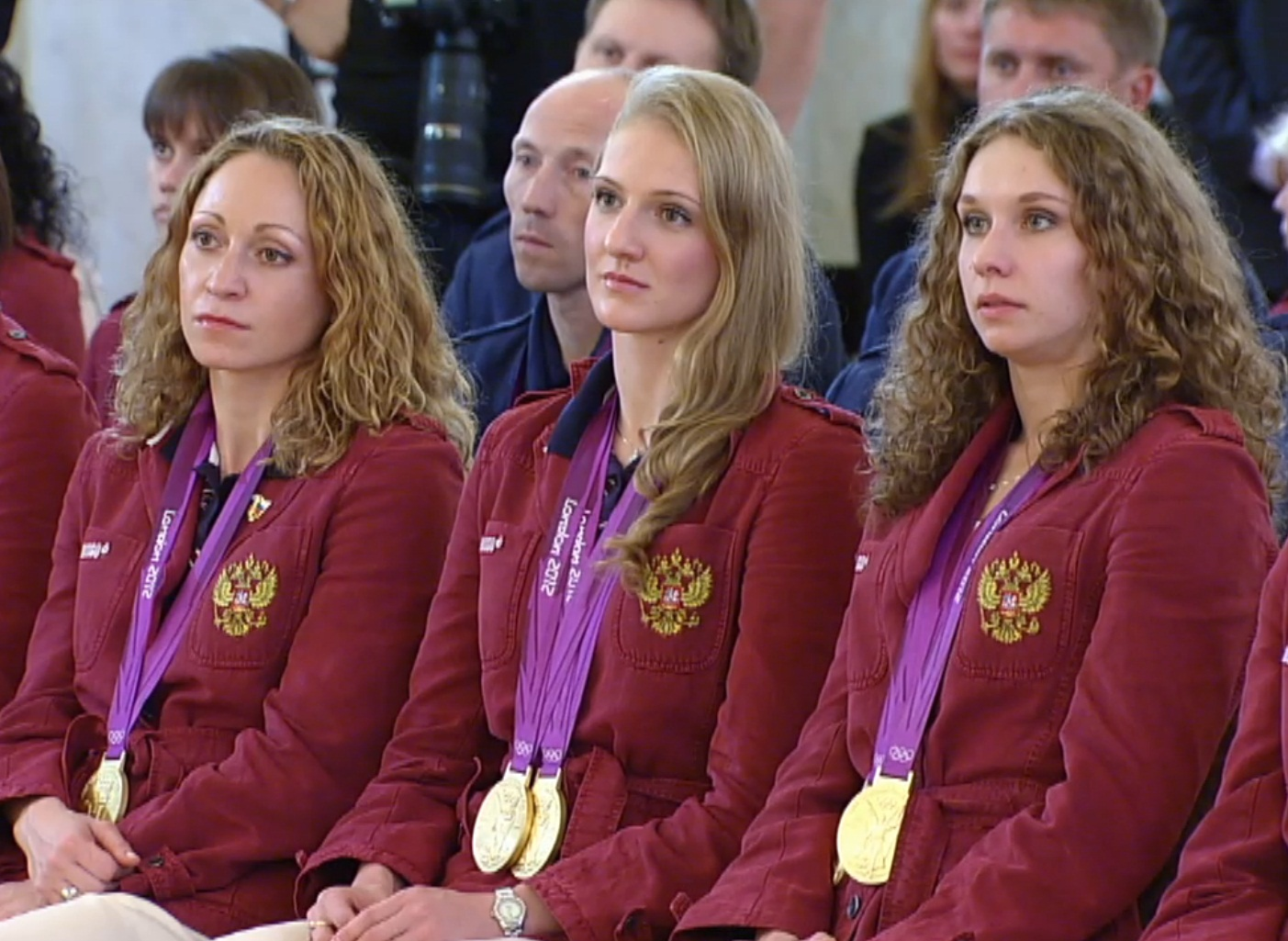
Ischtschenko (rechts) mit ihrer Partnerin Romaschina (Mitte) bei einer Auszeichnung durch den russischen Präsidenten nach den Olympischen Spielen in London am 16. August 2012

Die in der damals noch sowjetischen Großstadt Smolensk geborene Ischtschenko begann noch in jungen Jahren mit dem Schwimmsport und spezialisierte sich dabei bereits früh auf das Synchronschwimmen. Als sie im Alter von fünf Jahren erstmals in dieser Sportart trainierte, wurde ihr keine ruhmreiche Zukunft vorhergesagt, da sie schlichtweg zu ungelenkig sei. Nachdem sie anfangs von ihren Eltern zur rhythmischen Gymnastik und zum Synchronschwimmen geschickt wurde, musste sie sich noch früh für eine der beiden Sportarten entscheiden, da die Ausübung beider (da sehr zeitintensiv) nicht mehr möglich war. Ihre ältere Schwester Olga, selbst Synchronschwimmerin, unterstützte sie bereits in den Anfängen ihrer Karriere. Mit 14 Jahren kam sie schließlich auf Sportschule in Moskau, die sich vor allem auf Synchronschwimmen spezialisiert, und trainierte dabei erstmals unter Tatjana Dantschenko. Parallel zu ihrer Sportlaufbahn startete sie ein Studium der Sportwissenschaften an der Baltischen Föderalen Universität Immanuel Kant in Kaliningrad, das sie später auch abschloss. Ihre ersten größeren internationalen Erfolge im Synchronschwimmen konnte sie 2004 verzeichnen, als sie bei den Schwimmeuropameisterschaften 2004 hinter der Französin Virginie Dedieu Silber bei der Solokür im Synchronschwimmen gewann.
Größere Erfolgte folgten schließlich im darauffolgenden Jahr bei den Synchronschwimmbewerben der Schwimmmeisterschaften 2005 in Montreal. Dabei gewann sie abermals in der Solokür vor der Spanierin Gemma Mengual und hinter Virginie Dedieu die Silbermedaille. In der Disziplin „Freies Programm – Kombination“, wie auch in der Teamdisziplin errang Ischtschenko mit den Russinnen die Goldmedaille. 2006 setzte sie ihren Erfolgslauf mit je einer Goldmedaille in den Disziplinen „Solo“, „Team“ und „Kombination“ bei den Schwimmeuropameisterschaften 2006 fort. Noch erfolgreicher verlief schließlich das Jahr 2007 mit der Teilnahme an den Schwimmweltmeisterschaften 2007. Eine Neuerung bei den Weltmeisterschaften war die Vergabe separater Medaillen für das technische und das freie Programm; zudem wurde die Kombination ins Weltmeisterschaftsprogramm aufgenommen. Ischtschenko konnte während des Turniers in Melbourne in der Rod Laver Arena vier Gold- sowie eine Silbermedaille erkämpfen.
2008 gewann sie in der Solodisziplin während der Schwimmeuropameisterschaften 2008 in Eindhoven die Silbermedaille. Etwa fünf Monate später nahm sie für ihr Heimatland im Synchronschwimmen an den Olympischen Sommerspielen 2008 in Peking teil; dort erreichte sie mit ihrer Mannschaft die Goldmedaille in der Teamdisziplin. Mit einer Olympiamedaille im Gepäck ging es fast ein Jahr später zu den Schwimmweltmeisterschaften 2009 nach Rom, wo sich die junge Russin gleich vier Goldmedaillen sichern konnte. Nur ein Jahr später schrieb sie Geschichte, als sie es bei den Schwimmeuropameisterschaften 2010 in Budapest als erste Synchronschwimmerin in der Geschichte der seit 1926 ausgetragenen Europameisterschaften schaffte, alle vier Disziplinen zu gewinnen. In diesem Jahr wurde sie auch zum ersten Mal von der FINA zur Sportlerin des Jahres in der Kategorie „Synchronschwimmen“ gewählt. Des Weiteren erhielt sie nach 2009 zum zweiten Mal in Folge die Auszeichnung zur „LEN Synchronschwimmerin des Jahres“. Ihren Erfolgslauf setzte die Anführerin und das Gesicht der russischen Synchronschwimmerinnen im darauffolgenden Jahr fort, als sie bei den Schwimmweltmeisterschaften 2011 in Shanghai gleich sechs von den insgesamt acht russischen Goldmedaillen des gesamten Turniers erringen konnte. Weitere Auszeichnungen folgten mit der erneuten Verleihung des Preises als „FINA Sportlerin des Jahres 2011“ und der Auszeichnung als „LEN Synchronschwimmerin des Jahres 2011“, wobei sie ersteren Preis mit ihrer Teamkollegin und Partnerin Swetlana Alexejewna Romaschina teilte.
Vier Jahre nach ihrer ersten Goldmedaille bei Olympischen Spielen nahm die mittlerweile 26-jährige Russin an den Olympischen Sommerspielen 2012 in London teil, wo sie mit einer Körpergröße von 1,78 m und einem Gewicht von 55 kg gelistet wurde. Zuvor nahm sie im Mai 2012 an den neu eingeführten Europameisterschaften im Synchronschwimmen 2012 in Eindhoven teil, wo sie insgesamt zwei Goldmedaillen (Solo & Duett) gewann. Bei den Olympischen Spielen konnte sie sich zusammen mit Romaschina ebenfalls in der Disziplin „Duett“ durchsetzen, gefolgt von einer weiteren Medaille in Gold in der Teamdisziplin. Nachdem im Oktober bzw. November 2012 Gerüchte über ein mögliches Karriereende der 26-Jährigen auftauchten, wurden diese mit der Nominierung Ischtschenkos in den russischen Kader für die Schwimmweltmeisterschaften 2013 zunichtegemacht. Nach 2009 und 2011 wurde Ischtschenko 2012 zum bereits dritten Mal vom Verband der russischen Sportjournalisten zu „Russlands Sportlerin des Jahres“ gewählt.
Natalja Sergejewna Ischtschenko, die mit 16 Goldmedaillen bei Weltmeisterschaften Rekordhalterin ist, musste noch vor dem Start der Weltmeisterschaften in Barcelona vorzeitig abspringen, da sie ein Kind von ihrem Gatten, dem Silbermedaillengewinner am 3-Meter-Brett bei den Schwimmeuropameisterschaften 2004, Sergei Anikin, erwartete und mit der Teilnahme nicht ihre Gesundheit und die ihres ungeborenen Kindes gefährden wolle. Ihre Rolle als Teamleaderin übernahm ihre Partnerin Swetlana Alexejewna Romaschina, die mit insgesamt 14 bei Weltmeisterschaften gewonnenen Goldmedaillen auf die Rekordhalterin anschloss. Bereits im Mai 2013 wurde angekündigt, dass sich die dreifache Olympiasiegerin ein Jahr Auszeit, ein sogenanntes Sabbatical, nehmen möchte und deshalb nicht an den Weltmeisterschaften in Barcelona antritt. Anfang Juni 2013 wurde bekanntgegeben, dass Ischtschenko von der Oblast Kaliningrad als Fackelläuferin für die Fackel der Olympischen Winterspiele 2014 in Sotschi nominiert wurde. Am 3. November 2013 kam der gemeinsame Sohn der beiden Spitzensportler zur Welt.
Bei den Olympischen Spielen 2016 konnte sie sich erneut zusammen mit Romaschina in der Disziplin „Duett“ durchsetzen, gefolgt von einer weiteren Medaille in Gold in der Teamdisziplin.

## Privates
Sie ist verheiratet mit dem Silbermedaillengewinner auf dem 3-Meter-Brett bei den Schwimmeuropameisterschaften 2004, dem Russen Sergeij Anikin. Am 3. November 2013 kam der gemeinsame Sohn der beiden zur Welt.

## Ehrungen
In den Jahren 2010 bis 2012 wurde sie von der FINA drei Mal hintereinander zur Sportlerin des Jahres in der Kategorie „Synchronschwimmen“ gewählt, davon im Jahre 2011 zusammen mit ihrer Partnerin Swetlana Alexejewna Romaschina. Außerdem war sie Synchronschwimmerin der Jahre 2009, 2010 und 2011; der Preis wurde vom europäischen Dachverband für Wassersport, der Ligue Européenne de Natation (LEN) vergeben.
Des Weiteren ist sie seit August 2012 Trägerin des Verdienstorden für das Vaterland. 2018 wurde Natalja Ischtschenko zur Ehrenbürgerin der Stadt Kaliningrad ernannt. 2023 wurde sie in die International Swimming Hall of Fame aufgenommen.

## Tätigkeit nach der sportlichen Karriere
Seit August 2017 ist sie Sportministerin des Oblasts Kaliningrad.